# Инсулт
Инсулт (апоплектичен удар, мозъчен удар) е остро нарушение на кръвообращението на мозъка, вследствие на което се получават увреждания на мозъчните функции, с различна степен на поражение. След 55-годишна възраст рискът от развитие на инсулт се увеличава двойно.

## Дефиниция и класификация
Традиционната дефиниция за инсулт, предложена от Световната здравна организация през 1970 г., е „неврологичен дефицит с мозъчносъдов произход, протичащ над 24 часа или прекъснат вследствие на смърт в рамките на 24 часа“. Тази дефиниция е въведена, за да отрази обратимостта на тъканната увреда, като 24-часовата рамка е избрана условно. Тя е въведена, за да отличава инсулта от преходна исхемична атака, която протича със симптоматика, много близка до тази на инсулта, но отшумяваща в рамките на 24 часа. С възможността за ранна терапия, която намалява остротата на инсулта, мнозина предпочитат да използват мозъчна атака и остър исхемичен мозъчносъдов синдром (по подобие на сърдечна атака и остър коронарен синдром), 
Инсултът се поделя в две основни категории: исхемичен и хеморагичен. Исхемичните са тези, предизвикани от нарушение в кръвоснабдяването, докато хеморагичните са резултат от пробив на кръвоносен съд или анормална съдова структура. Около 87% от инсултите са породени от исхемия, а останалите са хеморагични. Някои хеморагични инсулти се развиват в исхемични области („хеморагична трансформация“). Не е известно колко хеморагични в началото започват като исхемични.

### Исхемичен инсулт
При исхемичния инсулт се намалява снабдяването с кръв на част от мозъка, което води до дисфункция или трайно увреждане на тази част от мозъка. Съществуват четири причини това да се случва:
1. Тромбоза (локално запушване на кръвоносен съд от съсирек).
2. Емболия (запушване от чуждо тяло (най-често тромб, но може и да е въздух (при гмуркачи) и др.), формиран някъде по тялото).[3]
3. Системна хипоперфузия (общо намаляване на притока в кръв, например при шок).[6]
4. Тромбоза на мозъчните венозни синуси (съдове, отвеждащи кръвта от мозъка към югуларната вена).[7]

Инсулти без видимо обяснение и с неизвестен произход се обозначават като криптогенни. Такива са 30 – 40% от всички исхемични инсулти.

### Хеморагичен инсулт
Хеморагичният инсулт на мозъка протича в два етапа:
1. Възникване на анемичен инфаркт вследствие на тромбоза на мозъчна артерия.
2. Внезапно повишаване на кръвното налягане, при което тромбът се разкъсва и в зоната на инсулта се развива вторичен кръвоизлив.

## Епидемиология
Инсултът е вторият най-значим причинител на смърт сред хората в западния свят, отстъпвайки единствено на сърдечните заболявания и предхождащ рака, като е причина за 10% от смъртните случаи в световен мащаб. Скоро вероятно ще стане водещ причинител за смърт в света.
Опасността от инсулт нараства експоненциално след 30 години, като с възрастта се променя и етиологията му. Напредналата възраст е един от най-значимите рискови фактори за инсулт. 95% от случаите се проявяват при хора на възраст над 45 години, а две трети при тези над 65 години. С напредване на възрастта нараства и опасността пациентът да почине вследствие на получения инсулт. Възможно е инсулт да се получи при всяка възраст, дори в детството.
Водещи рискови фактори за инсулта са фамилната обремененост, както и начинът на живот. Сред хората, претърпели инсулт за пръв път, се открояват по-високите нива на фон Вилебранд фактор (плазмен протеин имащ отношение към кръвосъсирването). Предишен инсулт е много голям рисков фактор за получаване на нов.
Мъжете страдат от инсулт с 25% повече от жените. 60% от смъртните случаи вследствие на инсулт се падат на жените, което се обяснява с факта, че жените живеят по-дълго и средната възраст, на която получават инсулт, е по-висока. Някои рискови фактори са характерни само за жени, такива са бременност, раждане, менопауза, хормон-заместваща терапия.

## Етиология

### Основни причини за инсулт
Има два основни типа инсулт – исхемичен и хеморагичен.
- Исхемичният инсулт се причинява от остър недостиг на кислород за мозъчните клетки поради запушване на кръвоносен съд, което може да бъде причинено от артериална тромбоза или емболия, на преходни функционални разстройства на кръвообращението на мозъка и по-рядко на тромбози или тромбофлебит на мозъчните вени.

- Вторият тип инсулт – хеморагичният, се причинява от кръвоизлив в мозъка. Този инсулт се среща по-рядко, но смъртността при него е по-висока – около 50% през първите 24 часа след настъпване на инсулта.

### Рискови фактори
Рискови фактори, спомагащи появата на мозъчен инсулт:
- Атеросклероза – тромбоза;
- Хипертонична болест;
- сърдечни заболявания;
- захарен диабет;
- Кръвни заболявания;
- злоупотреба с алкохол;
- злоупотреба с лекарства.

Значително повишаване на риска от мозъчен инсулт се получава при комбинирано въздействие на няколко от изброените рискови фактори.

## Развитие на болестта и прогноза
Възможни последици от инсулта са:
- Афазия (на гръцки: αϕάσις) – неспособност за откриване на точните думи;
- Дизартрия – мускулите, които участват в произнасянето на звуците в ларинкса, са засегнати.

## Статистика
Данните на НСИ за причините за смъртността за 2023 г. показват, че инсултът е причина за леталния изход на 441.1 на 100 000 души или приблизително 27 000 случая за година. Средните данни за смъртността от инсулт в Европейския съюз са 79.5 на 100 000 души, което е малко над четири пъти по-малко. В световен мащаб на всеки 6 секунди един човек губи живота си в следствие на инсулт. Очаква се до 2035 година броят на инсултите да се увеличи с 34%, тъй като възрастовата граница всяка година намалява.